# زي نونو آزيفيدو
زي نونو آزيفيدو هو لاعب كرة قدم ومدرب كرة قدم برتغالي في مركز الدفاع، ولد في 19 يوليو 1969 في Paranhos (Porto) ‏ في البرتغال. شارك مع منتخب البرتغال تحت 21 سنة لكرة القدم. أما مع النوادي، فقد لعب مع سبورتينغ براغا ونادي جل فيسنتي.

## وصلات خارجية
- زي نونو آزيفيدو على موقع قاعدة بيانات كرة القدم.إي يو (الإنجليزية)
- زي نونو آزيفيدو على موقع عالم كرة القدم.نت (الإنجليزية)